# Allen Toussaint
Allen Toussaint (Gert Town, Nueva Orleans, Luisiana, Estados Unidos, 14 de enero de 1938-Madrid, España, 10 de noviembre de 2015) fue un cantante, pianista, compositor y productor musical estadounidense, figura influyente en el rhythm and blues, y establecido durante toda su carrera en la ciudad de Nueva Orleans.
Falleció en la ciudad de Madrid (España) inmediatamente después de bajarse del escenario tras dar un concierto en el Teatro Lara.

## Discografía

### Álbumes
- The Wild Sound of New Orleans (1958)
- Toussaint (1971)
- Life, Love And Faith (1972)
- Southern Nights (1975)
- Motion (1978)
- The Allen Toussaint Collection (1991)
- The Wild Sound of New Orleans: The Complete 'Tousan' Sessions (1994)
- From a Whisper to a Scream (1995)
- Connected (1996)
- A New Orleans Christmas (1997)
- A Taste Of New Orleans (1999)
- Finger Poppin' & Stompin' Feet (2002)
- The Complete Warner Bros. Recordings (2005)
- I Believe To My Soul (2005)
- The River in Reverse (con Elvis Costello, 2006)
- The Bright Mississippi (2009)